# Jean Louveaux
Jean Louveaux (* 1920; † 2. Oktober 1999) war ein französischer Bienenkundler.

## Leben
Louveaux war von 1961 bis 1981 Direktor der „Station de Recherches Apicoles“ in Bures-sur-Yvette. Er gründete mit seinem österreichischen Kollegen Friedrich Ruttner 1970 die Fachzeitschrift Apidologie, heute eine der bedeutendsten bienenwissenschaftlichen Zeitschriften.